# Casinaria philippina
Casinaria philippina är en stekelart som beskrevs av Maheshwary och Gupta 1977. Casinaria philippina ingår i släktet Casinaria och familjen brokparasitsteklar. Inga underarter finns listade.